# TSV Heusenstamm

Vereinslogo

Der TSV Heusenstamm ist ein Sportverein aus der unmittelbar südlich von Offenbach am Main gelegenen Stadt Heusenstamm. Überregionale Bekanntheit erlangte der Verein zum einen durch seine 1906 gegründete Fußballabteilung, die ihre Glanzzeit in den frühen 1920er und 1930er Jahren hatte und in den 1960er Jahren noch einmal ein Revival erlebte. Ebenso aber auch durch seine Kunstturnabteilung, die 1965 mit dem zweimaligen Olympiateilnehmer Willy Jaschek deutscher Mannschaftsmeister wurde.

## Historie
Der Turn- und Sportverein Heusenstamm hat seine Wurzeln im bereits 1873 gegründeten Turnverein Heusenstamm. Die am 8. Dezember 1906 innerhalb des TV Heusenstamm ins Leben gerufene Fußballabteilung schloss sich 1910 dem Süddeutschen Fußballverband an. Als sie unmittelbar nach dem Ersten Weltkrieg ihren Sportplatz an der Obertshäuser Straße eröffnete, ließen die ersten Erfolge nicht lange auf sich warten. Zur Saison 1920/21 gelang ihr der Aufstieg in die damals erstklassige Kreisliga Südmain, in der sie in derselben Liga spielte wie Kickers Offenbach. Wie groß der Unterschied im Leistungsvermögen beider Mannschaften war, mag man daran erkennen, dass der OFC die Saison als Meister mit 45:8 Toren und 31–5 Punkten abschloss, während die Heusenstammer die Spielzeit auf dem letzten Platz mit 8:83 Toren und 3–33 Punkten beendeten. Weil die Kreisliga in der kommenden Saison 1921/22 aufgestockt wurde, gab es keinen Absteiger, so dass der TSV die Klasse halten konnte. Doch auch in dieser Spielzeit zeigte sich die Mannschaft hoffnungslos überfordert und konnte die Liga durch die folgende Reduzierung der Teilnehmerzahl nicht halten.
1923 trennten sich die Sportler im Rahmen der reinlichen Scheidung von den Turnern. Die weiterhin mit den Sportlern liierten Fußballer traten nun unter der neuen Bezeichnung SV 06 Heusenstamm an.
Ende der 1920er Jahre wurde der ehemalige deutsche Nationalspieler Fritz Schnürle mit dem Posten des Cheftrainers betraut. Er formte die Mannschaft innerhalb kürzester Zeit zu einem regionalen Spitzenteam, das 1928 die Kreismeisterschaft Südmain gewann und sich somit für die Aufstiegsrunde zur damals höchsten Spielklasse, der Bezirksliga Main, qualifizierte. Wenige Monate nach der gescheiterten Aufstiegsrunde schlossen sich am 11. Oktober 1928 der SV 06 und der zweite örtliche Fußballverein FSV 1919 zum FSV 06 Heusenstamm zusammen. Der neue Verein gewann 1930 noch einmal die Kreismeisterschaft und qualifizierte sich damit erneut für die Aufstiegsrunde zur höchsten Spielklasse, scheiterte aber auch bei dieser Gelegenheit.
Doch im folgenden Jahr sollte die „Rebellmannschaft“ – die ihren Spitznamen durch die drei Brüder Anton, Karl und Bernhard Rebell sowie Namensvetter Fritz erhielt – es besser machen: nach der dritten Kreismeisterschaft innerhalb von vier Jahren gelang 1931 die lang ersehnte Rückkehr in die Erstklassigkeit, so dass der inzwischen zum FV 06 Heusenstamm umbenannte Verein in der Saison 1931/32 in der Gruppe Main der erstklassigen Bezirksliga Main / Hessen spielte. Obwohl die Heusenstammer in der Abschlusstabelle mit der SpVgg Griesheim 02 und dem Frankfurter Fußballpionier Germania gleich zwei Vereine hinter sich lassen konnten, reichte der neunte Platz nicht zum Klassenerhalt, so dass der unmittelbare Abstieg folgte. In den folgenden Jahren erreichten die Heusenstammer Fußballer noch zweimal die Aufstiegsrunde, scheiterten aber 1934 an Union Niederrad und 1941 am SV Darmstadt 98.
Als nach dem Zweiten Weltkrieg in Deutschland sämtliche Vereine aufgelöst wurden und nur unter einem neuen Namen neu gegründet werden durften, ging die Fußballmannschaft des früheren FSV 06 im neuinstallierten Großverein TSV Heusenstamm auf.
Ein Glücksfall für den Verein war die Verpflichtung des ehemaligen OFC-Kapitäns Kurt Schreiner als Trainer. Unter seiner Leitung gelang der Mannschaft zur Saison 1958/59 der Aufstieg in die seinerzeit noch drittklassige Hessenliga. Dort konnte der TSV sich als bester Neuling behaupten und belegte mit der Bilanz von 34:46 Toren und 27–33 Punkten den zehnten Rang in der Abschlusstabelle. Mit dem zuvor in der eigenen Jugend ausgebildeten Helmut Preisendörfer, der in der vergangenen Saison 1958/59 mit dem großen Nachbarn Kickers Offenbach deutscher Vizemeister geworden war, wurde die Mannschaft gezielt verstärkt und erklomm in der nächsten Saison 1959/60 mit einer Bilanz von 51:45 Toren und 37–31 Punkten den sechsten Tabellenplatz. Als im Anschluss daran zur Saison 1960/61 auch noch der ebenfalls in Heusenstamm ausgebildete und in den vergangenen zehn Jahren beim OFC spielende Torwart Walter Zimmermann (wie Preisendörfer wirkte auch er im Meisterschaftsendspiel 1958/59 gegen den Lokalrivalen Eintracht Frankfurt mit) zum TSV zurückgeholt wurde, gelang mit 76:52 Toren und 47–21 Punkten die Vizemeisterschaft der Hessenliga hinter dem FC Hanau 93. Damit war die Mannschaft für die Aufstiegsrunde zur 2. Oberliga Süd qualifiziert, in der man allerdings gegen den bayerischen Vertreter 1. FC Haßfurt scheiterte. Auch in der folgenden Saison 1961/62 wurde der TSV mit der Bilanz von 47:29 Toren und 38–22 Punkten Vizemeister seiner Staffel hinter dem Vorjahresabsteiger SV Darmstadt 98. Während in der Saison 1962/63 mit der Bilanz von 47:35 Toren und 33–27 Punkten immerhin noch einmal ein dritter Platz erreicht wurde, ging es in den nächsten Jahren kontinuierlich bergab. Nach einem zehnten Rang in der Saison 1963/64 schloss die Mannschaft die kommende Saison 1964/65 auf dem letzten Tabellenplatz ab und stieg somit in die 2. Amateurliga Hessen ab.
Mitte der 1970er Jahre spielte der TSV noch zweimal um die Tabellenspitze der Gruppenliga Hessen mit und schickte sich an, in die Hessenliga zurückzukehren. Er scheiterte jedoch 1974 am FV 1906 Sprendlingen sowie 1975 an der Spvgg. 03 Neu-Isenburg. Nach dem 1982 erfolgten Abstieg aus der Landesliga Süd wurde der Verein durch eine existenzbedrohende Krise erschüttert und nach dem 1988 erfolgten Abstieg in die Kreisliga A sogar die Auflösung der Fußballabteilung erwogen. Nachdem ein weiterer sportlicher Niedergang jedoch verhindert werden konnte und die Jugendarbeit wieder intensiviert wurde, sah der Vereinsvorstand von dieser Maßnahme ab. Auch gegenwärtig (Saison 2017/18) spielt die erste Mannschaft des TSV Heusenstamm in der Kreisliga A.

## Bekannte Spieler

### Aus dem Nachwuchs des Vereins gingen die folgenden Spieler hervor
- Helmut Preisendörfer (von 1951 bis 1959 beim OFC)
- Fritz Rebell (nach seiner aktiven Laufbahn beim TSV als Trainer diverser Vereine tätig)
- Karl Sperl (von 1955 bis 1958 beim OFC)
- Walter Szaule (unter anderem beim FSV Frankfurt, Borussia Dortmund und Karlsruher SC)
- Walter Zimmermann (von 1950 bis 1960 beim OFC)

### Folgende Spieler beendeten ihre aktive Laufbahn beim TSV
- Günter Franusch (von 1979 bis 84 beim OFC)
- Thomas Kloss (stand bei verschiedenen Vereinen der Region unter Vertrag; unter anderem bei Eintracht Frankfurt, Kickers Offenbach und SV Darmstadt 98)